# Warren Pleece
Warren Pleece est un auteur de bande dessinée britannique. Il est surtout connu pour son travail chez Vertigo de DC Comics.

## Biographie
Warren, avec son frère Gary Pleece, écrit et dessine quatre numéros d'un magazine de bandes dessinées auto-publié appelé Velocity entre 1987 et 1989. Il s'agit d'une collection satirique d'histoires, sans personnage récurrent, mais comportant de nombreuses caricatures reconnaissables de personnalités de la politique et de la culture pop. Le cinquième numéro a été publié par Acme Press en 1990. Leur premier travail non auto-édité est apparu dans le magazine Escape.
Warren Pleece a également collaboré avec Woodrow Phoenix sur Sinister Romance, une bande dessinée publiée par Harrier Comics (en). Il a ensuite collaboré avec l'écrivain irlandais Garth Ennis sur la bande dessinée True Faith, parue en épisodes sous le titre Crisis et, finalement publiée en tant qu'album. True Faith a suscité une controverse au Royaume-Uni, avec un article dans le Daily Mail en raison de son approche critique du christianisme.
Pleece a contribué avec Second City Blues à la bande dessinée 2000 AD, une série se déroulant dans un Birmingham futuriste , avec des équipes jouant à un sport mortel similaire au film Rollerball.
Pleece a depuis travaillé principalement pour DC Comics. Il a commencé avec une série en quatre numéros chez Vertigo mettant en scène Tattooed Man et a depuis contribué aux séries Hellblazer , The Invisibles avec Grant Morrison et Kinetic (en)de Kelley Puckett.

## Publications
Parmi ses œuvres de bande dessinée se trouvent :
- Comics Are Really Great (avec Gary Pleece, in A1 (en) #2, 1989)
- Leone Ryder (avec Gary Pleece, in A1 #3, 1990)
- The Numbers Game (avec Gary Pleece, in Revolver (en) : The Horror Special, 1990)
- True Faith (avec Garth Ennis, in Crisis (en) #29-34 & #34-38, 1989–1990)
- Skin Graft: The Adventures of a Tattooed Man (avec Jerry Prosser (en), mini-série de 4 numéros, Vertigo, 1993)
- Sandman Mystery Theatre #33-36 (avec Steven T. Seagle/Matt Wagner, Vertigo, 1995)
- Hellblazer #115-128 (avec Paul Jenkins, Vertigo, 1997–1998)
- 2020 Visions (en) #4-6 (avec Jamie Delano, Vertigo, 1997)
- The Invisibles (vol. 3) #11-9 (avec Grant Morrison, Vertigo, 1999)
- Deadenders (en) (dessins, avec Ed Brubaker et encrage par Richard Case/Cameron Stewart, Vertigo, 2000–2001)
- Lucifer #4 (avec Mike Carey et encrage par Dean Ormston, Vertigo, 2000)
- The Monarchy (en) #3 (avec Doselle Young et encrage par Garry Leach, Wildstorm, 2001)
- Kinetic (avec Kelley Puckett, DC Comics, 2004, rassemblés en un album, 2005,  (ISBN 1-4012-0472-4))
- Second City Blues (avec Kek-W, in 2000 AD #1420-1431, 2005)
- Incognegro (en) (avec Mat Johnson, graphic novel, Vertigo, hardcover, Titan Books, août 2008,  (ISBN 1-84856-071-0), Vertigo, février 2008,  (ISBN 1-4012-1097-X))
- Coventry (avec Harvey Pekar, in American Splendor (vol. 2) #3, Vertigo, 2008)
- Life Sucks (avec Jessica Abel et Gabriel Soria, First Second, 2008,  (ISBN 978-1-59643-107-2))
- Dandridge (en): "Return of the Chap" (avec Alec Worley, in 2000 AD #1710-1714, Nov–Déc 2010)
- The Great Unwashed avec Gary Pleece, Escape Books, 2012,  (ISBN 978-0-9570694-0-4)